# Strămni rid
Strămni rid (bulgariska: Стръмни рид) är en ås i Bulgarien. Den ligger i regionen Kărdzjali, i den södra delen av landet, 220 km sydost om huvudstaden Sofia.